# 다카이치 사나에
다카이치 사나에(일본어: 高市早苗, 1961년 3월 7일 ~ )는 일본 자민당 소속의 정치인이다. 2016년 8월 제2차 아베 신조 내각 (개조) 이래 총무대신을 역임하였다. 남편은 정치인 야마모토 다쿠(山本拓)이며 호적상 성씨는 남편성을 따른 야마모토(山本)였으나 이혼 후 다시 본성으로 복귀, 2021년에 전남편과 재혼하여 전남편이 다카이치의 성씨를 따랐다. 지역구는 중의원 나라현 제2구이다.

## 역대 선거 결과
|  | 17.7% |

|  | 37.0% |

|  | 24.03% |

|  | 39.70% |

|  | 44.53% |

|  | 44.71% |

|  | 46.71% |

|  | 61.31% |

|  | 60.08% |

|  | 64.64% |